# Afrapix
Afrapix était une agence collective de photographes amateurs et professionnels qui s'opposaient à l'apartheid en Afrique du Sud et documentaient la situation politique et sociale dans ce pays durant les années 1980. Le groupe a été créé en 1982, et s'est dissous en 1991.

## Fonctionnement et objectifs
Le groupe a été créé en 1982 par Omar Badsha, Lesley Lawson, Zubeida Vallie,, et un petit groupe de photographes. 
Afrapix était financé de manière indépendante par ses membres, qui étaient à la fois noirs, blancs, indiens ou autres, hommes et femmes. Leurs photographies étaient utilisées dans le monde entier, notamment par des ONG telles que Oxfam International (Exemples de publications de Oxfam utilisant les ressources de l’agence : (en) +Wendy Davies, We Cry for our Land: Farmworkers in South Africa, Oxfam, 1990 (ISBN 0-85598-143-1) ou (en) Susannah Smith, Front Line Africa: The Right to a Future, Oxfam, 1990 (ISBN 0-85598-103-2)). 
Les membres d'Afrapix ont également organisé des ateliers dans les communautés noires, axés sur la photographie et l'alphabétisation par l'art. Ils ont partagé leurs connaissances techniques tout en encadrant des personnes dans ces domaines. Beaucoup d'images étaient consacrées à des rassemblements ou des protestations, des exemples de brutalité de l'autorité aux conditions de vie dans les zones pauvres. 
L'histoire de la photographie documentaire sociale à l'époque d'Afrapix est probablement plus complexe et hétérogène qu'on ne le suggère souvent, surtout si l'on analyse le travail de femmes photographes par exemple Gille de Vlieg et Gisèle Wulfsohn,,,.
Parmi la quarantaine de membres peuvent être cités Omar Badsha, Guy Tillim,, et Santu Mofokeng, mais aussi des femmes photographes telles que les cofondatrices Lesley Lawson ou Zubeida Vallie,, etc..
L'Afrapix a été dissoute en 1991, au début des négociations constitutionnelles entre le gouvernement de Klerk, le congrès national africain et d'autres partis politiques pour instaurer le suffrage universel sans distinction raciale ainsi d'un gouvernement représentatif des différentes populations d'Afrique du Sud (effectif en 1994). Nombre de ses anciens membres ont continué à travailler comme photographes.